# Campos Novos (ort)
Campos Novos är en ort i Brasilien.   Den ligger i kommunen Campos Novos och delstaten Santa Catarina, i den södra delen av landet, 1 300 km söder om huvudstaden Brasília. Campos Novos ligger 937 meter över havet och antalet invånare är 22 563.
Terrängen runt Campos Novos är huvudsakligen platt. Campos Novos ligger uppe på en höjd.
I omgivningarna runt Campos Novos växer huvudsakligen savannskog. Runt Campos Novos är det ganska glesbefolkat, med 26 invånare per kvadratkilometer.